# Кантонски торањ
Кантонски торањ, званично ТВ астрономски торањ и видиковац Гуангџоу, је вишенаменски торањ у Хаизу дистрикту Гуангџоу (главни град покрајине Гуангдунг, алтернативно романизован као Кантон), у Кини.   Торањ је завршен 2009. године и почео је да ради 29. септембра 2010. за Азијске игре 2010. године. Торањ је кратко носио титулу највишег торња на свету, замењујући Си-Ен торањ, пре него што га је надмашило Токијско небеско дрво. Била је то највиша грађевина у Кини пре достизања врха Шангајског торња 3. августа 2013. године, а сада је други највиши торањ и четврта по висини самостојећа грађевина на свету.

## Именовање и етимологија
Дуго се разговарало о именовању Кантонског торња од почетка његове изградње 2005. године након церемоније постављања темеља. У септембру 2009. године, на захтев инвеститора торња, новине Guangzhou Daily покренуле су конкурс за предлоге имена. Такмичење је привукло преко 180 000 пријава, међу којима је „Кула Хаиксин“ награђена првом наградом. Име је алудирало на историјско окружење града као почетак Поморског пута свиле и географску близину торња острву Хаиксинша. Међутим, ово име се сматрало нејасним људима који нису упознати са историјом града. Локални становници наставили су да називају торањ разним надимцима. 
Именовање је поново размотрено 2010. године. Након испитивања широког спектра јавних мишљења, за "Canton Tower" је одлучено да буде званично енглеско име и то је објављено крајем септембра 2010. Сматрало се да га ново енглеско име, које алудира на просперитетну прошлост града, најбоље идентификује и да је најмање двосмислено међу мноштвом предлога. 

## Историја
Кантонски торањ је изградила Guangzhou New Television Tower Group. Дизајнирали су га холандски архитекти Марк Хемел и Барбара Куит из Information Based Architecture (IBA), заједно са Arup Group, међународном фирмом за дизајн, инжењеринг и консалтинг са седиштем у Лондону, Велика Британија, који су 2004. године победили на међународном такмичењу, у којем су учествовали многи интернационални велики архитектонски бирои. Након тога, 2005. године, почела је изградња.
Торањ, иако није био у потпуности завршен, отворен је за јавност 1. октобра 2010. на време за 16. Азијске игре, чији је домаћин био Гуангџоу у новембру 2010.  Кровна опсерваторија коначно је званично отворена у децембру 2011.   

## Структура и конструкција
Увијени облик или хиперболоидна структура торња одговара патенту Руског царства бр. 1896 од 12. марта 1899. године, који је добио Владимир Шухов, руски инжењер и архитекта. Структура је слична Аџиголском светионику (пројектовао га је Владимир Шухов 1910. године) у украјинској делти Дњепра.

### Структурални концепт
Примењен је једноставан структурни концепт три елемента: стубова, прстенова и подупирача на ову сложенију геометрију.
"Струк" куле садржи отворено шеталиште на 180 м где посетиоци могу физички да се попну на торањ. Постоје вртови постављени унутар конструкције, а на врху је, мало изнад 450 м, велика осматрачница на отвореном.   
Унутрашњост торња је подељена на програмске зоне са различитим функцијама, укључујући ТВ и радио преносне уређаје, палубе опсерваторија, обртне ресторане, рачунарске играонице, ресторане, изложбене просторе, конференцијске сале, продавнице и 4Д биоскопе.   
Палуба у основи торња крије функционални рад куле. Све инфраструктурне везе - метро и аутобуске станице - налазе се под земљом. Овај ниво такође укључује изложбене просторе, комерцијални простор, паркинг место за аутомобиле и аутобусе. Постоје две врсте лифтова: панорамски и брзи двоспратни.  
Зона од 80 до 170 м састоји се од 4Д биоскопа, играоница, ресторана, кафића и отворених вртова са чајџиницама. Највише и најдуже степениште на отвореном на свету, небеско степениште, почиње на висини од 170 м и расте скоро 170 м више, све до "струка". Делови облога подова постављени су провидним стаклом.
Горња зона торња започиње изнад степеништа, у њој су смештене разне техничке функције, као и двоспратни ротирајући ресторан, пригушивач амплитуда механичких вибрација и горњи нивои осматрачница. Са горњих нивоа осматрачница могуће је попети се још више, преко другог степеништа, до терасасте осматрачнице која се уздиже изнад горњег прстена куле.   

#### Увијање
Облик, запремину и структуру кула стварају две елипсе, једна у нивоу темеља, а друга у хоризонталној равни на 450 м. Ове две елипсе су ротиране једна у односу на другу. Затезање изазвано ротацијом између две елипсе формира „струк“ и згушњавање конструкције на пола куле. То значи да решеткаста структура, која је на дну куле порозна и пространа, постаје гушћа у нивоу "струка". Сам "струк" постаје затегнут, попут увијеног ужета; транспарентност је смањена, а погледи напоље ограничени. Даље уз торањ, решетка се поново отвара.   

### Кровна опсерваторија
Затворена јавна опсерваторија налази се на висини од 449 м над земљом и има облик терасасте елиптичне површине, отприлике упола мање од стандардног фудбалског терена. Отворена у децембру 2011. године, на 488 м била је највиша и највећа спољна осматрачница на свету, преузевши титулу са осматрачнице Burj Khalifa на 452 м. Тако је остало до 14. октобра 2014, када је рекорд највише опсерваторије на отвореном заузео Burj Khalifa када је отворио своју нову опсерваторију под називом На врху - небо, на висини од 555м.
Шеснаест провидних „кристалних“ путничких лифтова, сваки пречника 3,2 м који су способни да превозе од четири до шест људи, путују стазом око ивице крова куле, користећи између 20 и 40 минута да обиђу кров. Медији су инсталацију описали као Ферисов точак; међутим, његова путничка колица нису окачена за обод точка и остају водоравна, а да се не ротирају у потпуности, а колосек, који прати нагиб крова, ближи је хоризонтали него вертикали. 

### Дизајн архитектонског осветљења
Ноћу кула блиста и емитује светлост, уместо да буде осветљена. Дизајнер светла Рохијер фан дер Хајде познат је по овом концепту који је применио и у Marunouchi згради у Токију. Сваки чвор у дизајну осветљења може се појединачно контролисати како би се омогућиле анимације и промене боја по целој висини торња. Како се цело осветљење заснива на ЛЕД технологији, а сви уређаји се налазе на самој конструкцији, шема осветљења троши само 15% дозвољеног максимума за фасадно осветљење.

## Димензије
Тело торња је висине 450 м. У комбинацији са антеном, торањ има укупну висину од 600 м, што га чини другим највишим торњем на свету, другим највишим у Азији и највишим у Народној Републици Кини. Кула има 37 спратова и 2 подземна спрата.  
Кантонски торањ тежи укупно 100 000 т, укључујући антену куле која тежи 1 550 000 т. 
Кантонски торањ заузима укупну површину од 175 458 м2, нето корисне површине 114 054 м2. 

## Догађаји
- Како је Гуангџоу изабран за домаћина Азијских игара 2010. године, мало острво испред торња изабрано је за домаћина церемонија отварања и затварања, а торањ је изабран за главног протагонисту церемонија. Две недеље пре церемоније отварања игара, сам торањ је отворен за јавност.
- У Кантонском торњу је одржан годишњи Божићни концерт на Бадње вече у приземљу куле, што је био први концерт који се одржао у торњу. Концерт је одржан 24. децембра 2012.[19]

## Географија
Кантонски торањ се налази уз пут Yiyuan, у округу Хаизу у Гуангџоу, и налази се јужно од Zhujiang New Town. Поред тога, неколико познатих знаменитости окружује торањ, укључујући пагоде, парк према југу и неколико високих зграда и небодера, комерцијалних и стамбених.

## Галерија
- Кантонски торањ
- Торањ ноћу
- Кантонски торањ са земље
- Осветљен торањ
- Ватромет на церемонији отварања Азијских игара
- Ватромет са торња током Азијских игара

### Историја изградње
- фебруар 2007
- новембар 2007
- август 2008
- јун 2009
- 2010
- март 2011

### Дијаграми
- Контуре Кантонског торња
- Дијаграм највиших грађевина на свету
- Дијаграм највиших грађевина са осматрачницама